# HSC Bornholm Express
Bornholm Express er et passagerskib ejet af rederiet Christiansøfarten.
Det blev bestilt den 28. maj 2004, søsat den 5. februar 2006 og leveret den 8. april 2006.
I Sommerhalvåret sejler skibet daglige to ture mellem Allinge og Christiansø.

## Konstruktion
Bornholm Express blev bygget i Singapore i 2006 af det nederlandske selskab Damen Groep som nybygning nummer 82. Skibet har et deplacement på 322 BRT og er bygget af aluminium. Bornholm Express er 41 meter lang, 8 meter bred og stikker 2,3 meter. Skibet bliver drevet af tre Caterpillar C32 dieselmotorer der driver tre propeller igennem reduktionsgear. Hver motor yder i alt 1.645 kW ved 2.300 omdrejninger og topfarten er 25 knob

## Postskib
Den 1. marts 2013 offentliggjorde Post Danmark at man ville stoppe samarbejdet med Christiansøfarten omkring transport af posten fra Bornholm og resten af landet og man havde fået en ny aftale med det konkurrerende rederi Bornholmstrafikken. Opsigelsen af aftalen betyder at Christiansøfarten må sige farvel til 8-10 medarbejdere. Tidligere sejlede skibet om morgenen med al post til øen fra Simrishamn til Allinge, hvorfra en postbil ventede for at bringe posten til distributionscentret i Rønne. Om aftenen blev posten fra øen til resten af landet transporteret til Allinge hvorfra den blev sejlet til Simrishamn. Her ventede en postbil der kørte posten til Københavns Postcenter, hvor det blev sorteret til landets distributionscentre.

## Ruter
- Christiansø – Gudhjem
- Christiansø – Allinge
- Allinge  – Simrishamn
- Tejn – Simrishamn

## Eksterne links
| IMO info | Skibets information, samt billeder af HSC Bornholm Express, m.fl. kan eventuelt findes på Commons: IMO 9356476. Et skib kan få nye navne, sejle for andre ejere i andre lande, osv. Derfor er det nyttigt at identificere et skib ved dets IMO-nummer, som altid bliver det samme. |

- bornholmexpress.dk
- faergelejet.dk
- marinetraffic.com Arkiveret 10. maj 2012 hos  Wayback Machine AIS